# Martin Meulenberg
Martin Meulenberg (ur. 30 października 1872 w Hillensbergu, zm. 3 września 1941 w Reykjavíku) – niemiecki duchowny katolicki, pierwszy katolicki biskup Islandii od czasów reformacji.

## Życiorys
Martin Meulenberg urodził się w 1872 r. w Hillensbergu. Wstąpił do zakonu montfortantów. Papież Pius XI powołał go 12 czerwca 1923 r. na stanowisko prefekta apostolskiego w Islandii, a następnie na wikariusza apostolskiego.
W 1929 r. został biskupem tytularnym Lundy. Był pierwszym tak wysokim rangą duchownym katolickim w Islandii od czasów reformacji w tym kraju, która miała miejsce w 1. połowie XVI wieku. Konsekracja biskupia miała miejsce 25 lipca 1929 r., a dokonał jej kardynał Willem Marinus van Rossum, prefekt Kongregacji ds. Ewangelizacji Narodów.